# Selma Poutsma
Selma Poutsma (L'Aia, 14 maggio 1999) è una pattinatrice di short track francese naturalizzata olandese.

## Biografia
È nata e cresciuta nei Paesi Bassi, dove vive la sua famiglia. Tra 2014 e 2018 ha deciso di gareggiare con la nazionale francese e si è trasferita a Font-Romeu, sede del Centre national d'entraînement en altitude e di un importante centro sportivo del pattinaggio pista corta francese.
E' allenata da Ludovic Mathieu.
Ai campionati europei di short track di Dresda 2018 ha vinto la medaglia di bronzo nella staffetta 3000 metri, con le compagne di nazionale Tifany Huot-Marchand, Véronique Pierron e Gwendoline Daudet.
In seguito ha gareggiato per i Paesi Bassi, con cui ha vinto l'oro nella staffetta 3000 m e il bronzo nei 500 m ai mondiali di Dordrecht 2021, l'argento nella staffetta 3000 m e nei 1000 m agli europei di Danzica 2021.
Ha fatto parte della spedizione dei Paesi Bassi ai Giochi olimpici di Pechino 2022, vincendo l'oro nella staffetta 3000 m, con Rianne de Vries, Suzanne Schulting, Yara van Kerkhof e Velzeboer.

## Palmarès

### Per i Paesi Bassi

#### Giochi olimpici
- 1 medaglia:
  - 1 oro (staffetta 3000 m a Pechino 2022).

#### Mondiali
- 7 medaglie:
  - 4 ori (staffetta 3000 m a Dordrecht 2021; staffetta 3000 m e staffetta mista 2000 m a Seul 2023; staffetta 3000 m a Rotterdam 2024);
  - 3 bronzi (500 m a Dordrecht 2021; staffetta 3000 m a Montreal 2022; 500 m a Seul 2023).

#### Europei
- 8 medaglie:
  - 4 ori (staffetta 3000 m e staffetta mista 2000 m a Danzica 2023; staffetta 3000 m e staffetta mista 2000 m a Danzica 2024).
  - 4 argenti (1000 m e staffetta 3000 m a Danzica 2021; 500 m e 1000 m a Danzica 2024).

### Per la Francia

#### Europei
- 1 medaglia:
  - 1 bronzo (staffetta 3000 m a Dresda 2018).